# خاویر بلیدو
خاویر بلیدو (انگلیسی: Javier Bellido؛ زادهٔ ۹ مارس ۱۹۶۶) بازیکن فوتبال اهل اسپانیا است.
از باشگاه‌هایی که در آن بازی کرده‌است می‌توان به باشگاه فوتبال الچه، باشگاه فوتبال کامپوستلا، باشگاه فوتبال ایبار، و باشگاه فوتبال اتلتیک بیلبائو بی اشاره کرد.